# Isla de Baréin

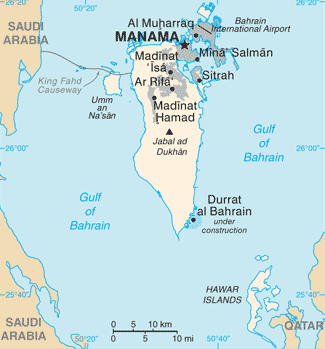
La isla de Baréin e islas próximas.

La isla de Bahréin (en árabe جزيرة البحرين), o isla al-Awal, es la mayor isla de Baréin. Su área corresponde a un enorme porcentaje del territorio nacional. Alberga asimismo la mayor parte de la población de todo el país.

## Características
La mayor parte del lecho marino adyacente a la isla es rocoso y poco profundo, encontrándose en una ensenada del golfo Pérsico conocida como golfo de Baréin.

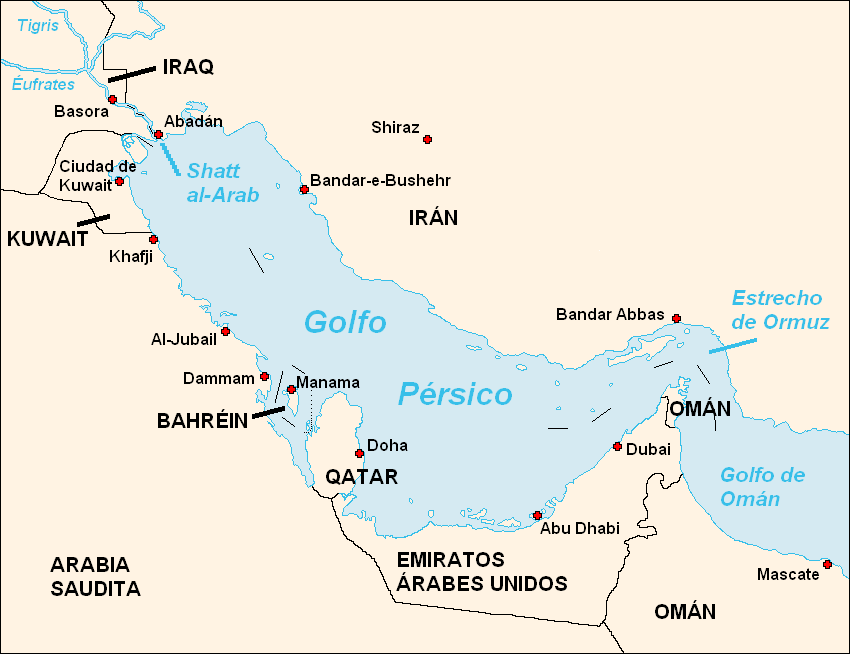
La isla de Baréin en el golfo pérsico.

Contiene una franja de terrenos fértiles cerca del litoral septentrional, donde se cultivan dátiles, almendras, higos, y granada.
En el interior se encuentra una el punto más elevado de la isla, el monte Jabal ad-Dukhan de 134 m s. n. m., llamado así por la neblina que suele ocupar su cúspide. La mayoría de los pozos de petróleo están situados en sus alrededores.[cita requerida]

## Manama
Manama, la capital del reino, ocupa su zona noroccidental, donde se encuentra asimismo su mayor puerto.
La isla está conectada con la isla de Muharraq a través de tres viaductos. A su vez, la Calzada del Rey Fahd, de 27 km de extensión, une la isla  con Arabia Saudita a través de la isla de Nassan.